# Sveta Planina
Sveta Planina este o localitate din comuna Trbovlje, Slovenia, cu o populație de 78 de locuitori.